# GUCCHON
GUCCHON （グッチョン、1980年5月16日 - ）は、日本のポッピングのダンサー。ポッピング・ダンスのチームCo-thkooの一員。

## 概要
2005年にBattle of the Yearにゲストで呼ばれCo-thkooの一員としてパフォーマンスをし、2008年にはOLD SKOOLのワールドカップといわれるUK B-Boy ChampionshipsのPOPPIN'部門で優勝するなど、
地元大阪や日本に留まらず世界を又に掛けて活躍している。

## 主な受賞歴
- 2001年 TRUE SKOOL 2001GRAND CHAMPION BATTLE 優勝 (大阪)
- 2002年 JAPAN DANCE DELIGHT vol.9 特別賞 　（東京）
- 2005年 BEST OF BEST "POP SOLO BATTLE" 優勝(アメリカ・カンザス州)
- 2008年 Juste Debout2008 JAPON　Poppin' 優勝、Juste Debout 2008　Poppin' 優勝　（フランス）
- 2008年 UK B-BOY CHAMPIONSHIPS "Poppin' Solo Battle" 優勝　（イギリス）
- 2009年 DANCE@LIVE FINAL2009 FREESTYLE SIDE 優勝 (東京)
- 2011年 Juste Debout 2011 JAPON Poppin' 優勝

## ゲストショー
- 2005年 Battle of the Year ゲストショー　（Hilty & Bosch featuring Co-thkooとして）

## 出演

### テレビ
- スーパーチャンプル（日本テレビ系）
- 週刊プラチケ!（2009年12月9日、関西テレビ）